# ليونيل دوارتي
ليونيل دوارتي (1 أغسطس 1987 بكاماغواي في كوبا - ) هو لاعب كرة قدم كوبي في مركز الهجوم. لعب مع FC Ciego de Ávila ‏.

## وصلات خارجية
- ليونيل دوارتي على موقع قاعدة بيانات كرة القدم.إي يو (الإنجليزية)
- ليونيل دوارتي على موقع ناشيونال فوتبول تيمز (الإنجليزية)
- ليونيل دوارتي على موقع Soccerway.com (الإنجليزية)